# エイリやん
エイリやんまたはエイリヤンは、サミーの様々なパチスロ機において登場する、同社のオリジナルキャラクター。

## 概要
- 風貌はまさしく「エイリアン」をデフォルメしたもの。身体は緑色で目は赤く、ヘッドフォンを装着しているのが特徴。
- 初登場は「ディスクアップ」。AR2000ゲーム突入時のみ出現。
- その後、「北斗の拳」・「アラジン2エボリューション」など数々のヒット機種でも登場。どの機種においても、登場時は何らかのプレミアムを意味し、大爆発を示唆する役割を持つ。また、設定を示唆する「サミートロフィー」においては、トロフィーのモデルとして登場している。
- エイリやんを主役にしたパチスロ機、「エイリやんマニアックス」を発売する予定だったが、諸般の事情により発売中止となってしまった。しかし2007年1月現在、サミーの関連会社が展開するオンラインパチスロホール「777town.net」にて「エイリやんマニアックス」をプレイすることができる。その後、2011年にようやくエイリやんが主役のパチスロ機「エイリヤン ビギンズ」が、2017年には「A-SLOT エイリヤンエボリューション」が発表された。
- 着ぐるみが作製され、同社のイベントレポート等に登場している。
- ウェブコミック配信サイト『エイジプレミアム』（KADOKAWA 富士見書房）2015年3月号より漫画作品『エイリヤンエボリューション』が連載（全7話）。作画はあゆか。
- 2019年10月、誕生日が11月1日（サミーの創立記念日）と特定され、「地球にきて初めて食べた食べ物：おとうふ（サミーが「さとみ」時代に取り扱っていた食品）」「年齢：331歳（331→さみい→サミーといった語呂合わせ）」、「ゆかりの地:東京都板橋区（UFOが地球に墜落した場所・サミー創業の地・里見治の自宅がある場所）」、「体重:133.1kg」「身長:133.1cm（同上）」とわかった。また同日にはサンリオのハローキティが誕生日であり、都市対抗野球大会でのセガサミーの応援に駆けつけた際に共演したこともある。
- 「P真・北斗無双 第3章」以降販売されたパチンコ機種では、新枠「真焔」のボタンのモデルとして採用された。これについてはキャラクターの人気とは裏腹にユーザーから酷評されている。

## 出演機種一覧
- アラジン2エボリューション
- 快盗天使ツインエンジェルシリーズ
- パチスロ交響詩篇エウレカセブン
- パチスロ格闘美神ウーロン
- サンペイ
- ディスクアップ
- ハードボイルド2
- ハイパーリミックス3
- ハクション大魔王
- 北斗の拳
- 猛獣王S
- Hard Boiled -グリフォンの幻影-
- ぱちんこCR北斗の拳シリーズ
- パチスロ蒼天の拳

## 外部サイト
パチスロ エイリヤンビギンズ 音量注意 - サミー